# Live at the Gorge 05/06
Live at the Gorge è un box-set dei Pearl Jam. L'immensa quantità di materiale consta di 7 CD per un totale di 100 tracce, anche se alcune di queste sono presenti più volte (Yellow Ledbetter compare tre volte nella raccolta). L'album documenta gli show della band al Gorge Amphitheatre di George, Washington, USA, nel 2005 e nel 2006.

## Tracce

### 1º settembre 2005

#### Disco uno
1. "I Believe in Miracles" (Ramones, Daniel Rey) – 6:08
2. "Elderly Woman Behind the Counter in a Small Town" (Abbruzzese, Ament, Gossard, McCready, Vedder) – 4:56
3. "Off He Goes" (Vedder) – 5:01
4. "Low Light" (Ament) – 4:06
5. "Man of the Hour" (Vedder) – 5:23
6. "I Am Mine" (Vedder) – 4:03
7. "Crazy Mary" (Williams) – 7:16
8. "Black" (Vedder, Gossard) – 7:07
9. "Hard to Imagine" (Gossard, Vedder) – 4:44

#### Disco due
1. "Given to Fly" (McCready, Vedder) – 3:50
2. "Last Exit" (Abbruzzese, Ament, Gossard, McCready, Vedder) – 2:28
3. "Save You" (Ament, Cameron, Gossard, McCready, Vedder) – 3:44
4. "Do the Evolution" (Gossard, Vedder) – 3:55
5. "Alone" (Abbruzzese, Ament, Gossard, McCready, Vedder) – 2:43
6. "Sad" (Vedder) – 3:29
7. "Even Flow" (Vedder, Gossard) – 6:07
8. "Not for You" (Abbruzzese, Ament, Gossard, McCready, Vedder) – 6:45
9. "Corduroy" (Abbruzzese, Ament, Gossard, McCready, Vedder) – 4:40
10. "Dissident" (Abbruzzese, Ament, Gossard, McCready, Vedder) – 5:23
11. "MFC" (Vedder) – 2:35
12. "Undone" (Vedder) – 4:27
13. "Daughter" (Abbruzzese, Ament, Gossard, McCready, Vedder) – 6:34
14. "In My Tree" (Gossard, Irons, Vedder) – 4:45
15. "State of Love and Trust" (Vedder, McCready, Ament) – 3:48
16. "Alive" (Vedder, Gossard) – 7:08
17. "Porch" (Vedder) – 7:29

#### Disco tre
1. "Encore Break" – 1:40
2. "Love Boat Captain" (Gaspar, Vedder) – 5:03
3. "Insignificance" (Vedder) – 4:43
4. "Better Man" (Vedder) – 5:24
5. "Rearviewmirror" (Abbruzzese, Ament, Gossard, McCready, Vedder) – 9:17
6. "I Won't Back Down" (Petty) – 3:31
7. "Last Kiss" (Wayne Cochran) – 3:26
8. "Crown of Thorns" (Ament, Fairweather, Gilmore, Gossard, Wood) – 6:36
9. "Blood" (Abbruzzese, Ament, Gossard, McCready, Vedder) – 5:26
10. "Yellow Ledbetter" (Ament, McCready, Vedder) – 5:18
11. "Baba O'Riley" (Townshend) – 4:47

### 22 luglio 2006

#### Disco uno
1. "Wash" (Gossard, Ament, McCready, Krusen, Vedder) – 4:28
2. "Corduroy" (Abbruzzese, Ament, Gossard, McCready, Vedder) – 4:30
3. "Hail, Hail" (Gossard, Vedder, Ament, McCready) – 3:28
4. "World Wide Suicide" (Vedder) – 3:33
5. "Severed Hand" (Vedder) – 5:03
6. "Given to Fly" (McCready, Vedder) – 3:43
7. "Elderly Woman Behind the Counter in a Small Town" (Abbruzzese, Ament, Gossard, McCready, Vedder) – 3:17
8. "Even Flow" (Vedder, Gossard) – 7:50
9. "Down" (Gossard, McCready, Vedder) – 3:22
10. "I Am Mine" (Vedder) – 3:53
11. "Unemployable" (Cameron, McCready, Vedder) – 3:03
12. "Daughter"/"It's Ok" (Abbruzzese, Ament, Gossard, McCready, Vedder) – 8:50
13. "Gone" (Vedder) – 4:17
14. "Black" (Vedder, Gossard) – 7:45
15. "Insignificance" (Vedder) – 4:37
16. "Life Wasted" (Gossard, Vedder) – 3:46
17. "Blood" (Abbruzzese, Ament, Gossard, McCready, Vedder) – 3:23

#### Disco due
1. "Encore Break" – 1:36
2. "Footsteps" (Gossard, Vedder) – 5:03
3. "Once" (Vedder, Gossard) – 3:23
4. "Alive" (Vedder, Gossard) – 5:56
5. "State of Love and Trust" (Vedder, McCready, Ament) – 3:26
6. "Crown of Thorns" (Ament, Fairweather, Gilmore, Gossard, Wood) – 6:06
7. "Leash" (Abbruzzese, Ament, Gossard, McCready, Vedder) – 2:59
8. "Porch" (Vedder) – 8:52
9. "Last Kiss" (Wayne Cochran) – 3:13
10. "Inside Job" (McCready, Vedder) – 6:30
11. "Go" (Abbruzzese, Ament, Gossard, McCready, Vedder) – 2:52
12. "Baba O'Riley" (Townshend) – 6:03
13. "Dirty Frank" (Vedder, Gossard, Ament, McCready, Abbruzzese) – 5:25
14. "Rockin' in the Free World" (Young) – 9:10
15. "Yellow Ledbetter" (Ament, McCready, Vedder) – 9:13

### 23 luglio 2006

#### Disco uno
1. "Severed Hand" (Vedder) – 4:50
2. "Corduroy" (Abbruzzese, Ament, Gossard, McCready, Vedder) – 4:36
3. "World Wide Suicide" (Vedder) – 3:26
4. "Gods' Dice" (Ament) – 2:25
5. "Animal" (Abbruzzese, Ament, Gossard, McCready, Vedder) – 2:34
6. "Do the Evolution" (Gossard, Vedder) – 5:05
7. "In Hiding" (Gossard, Vedder) – 4:38
8. "Green Disease" (Vedder) – 2:45
9. "Even Flow" (Vedder, Gossard) – 8:46
10. "Marker in the Sand" (McCready, Vedder) – 4:12
11. "Wasted Reprise" (Gossard, Vedder) – 1:04
12. "Better Man"/"Save it for Later" (Vedder) – 7:35
13. "Army Reserve" (Ament, Vedder, Echols) – 3:55
14. "Garden" (Vedder, Gossard, Ament) – 3:39
15. "Rats" (Abbruzzese, Ament, Gossard, McCready, Vedder) – 3:49
16. "Whipping" (Abbruzzese, Ament, Gossard, McCready, Vedder) – 2:37
17. "Jeremy" (Vedder, Ament) – 5:19
18. "Why Go" (Vedder, Ament) – 3:36

#### Disco due
1. "Encore Break" – 2:50
2. "I Won't Back Down" (Petty) – 3:08
3. "Life Wasted" (Gossard, Vedder) – 3:46
4. "Big Wave" (Ament, Vedder) – 3:19
5. "Satan's Bed" (Vedder, Gossard) – 3:02
6. "Spin the Black Circle" (Abbruzzese, Ament, Gossard, McCready, Vedder) – 2:59
7. "Alive" (Vedder, Gossard) – 7:03
8. "Given to Fly" (McCready, Vedder) – 3:53
9. "Little Wing" (Hendrix) – 5:12
10. "Crazy Mary" (Williams) – 8:08
11. "Comatose" (McCready, Gossard, Vedder) – 2:14
12. "Fuckin' Up" (Young) – 8:12
13. "Yellow Ledbetter" (Ament, McCready, Vedder) – 7:14

## Formazione
- Eddie Vedder – voce, chitarra
- Stone Gossard – chitarra ritmica
- Mike McCready – chitarra solista
- Jeff Ament – basso
- Matt Cameron – drums
- Boom Gaspar – Hammond B3, Fender Rhodes
- Registrato da John Burton
- Missato da Brett Eliason
- Assistenza missaggio/ingegnere Pro Tools - John Burton
- Masterizzato da Joe Gastwirt al Gastwirt Mastering
- Immagini della copertina- Ananda Moorman
- Direttore delle immagini di copertina - Fernando Apodaca
- Aiutante artistico - Jason Mueller
- Design e layout - Brad Klausen